# Aporodesminus wallacei
Aporodesminus wallacei är en mångfotingart som beskrevs av Filippo Silvestri 1904. Aporodesminus wallacei ingår i släktet Aporodesminus och familjen fingerdubbelfotingar. Inga underarter finns listade i Catalogue of Life.